# 荒田吉明
荒田吉明（1924年5月22日—2018年6月5日），日本京都府人，大阪大学前教授。日本学士院会员。1957年取得工学博士，学位论文為《鉄炭素系の炭化物》。
荒田解明了热加工特性，确立了新的溶接工学（焊接）体系。1995年獲文化功劳者頭銜，2006年获日本文化勋章。他同時任日本高温学会前会长和上海交通大学名誉教授。傳聞他是強烈的民族主義者，只會以日語作公開演說。

## 简历
- 1949年 大阪帝国大学工学部溶接工学科本科毕业
- 1951年 大阪大学工学部助手
- 1953年 大阪大学工学部讲师
- 1964年 大阪大学工学部教授
- 1972年 大阪大学溶接工学研究所教授
- 1977年～1981年 大阪大学溶接工学研究所所长
- 1982年 大阪大学溶接工学研究所超高能量密度热源中心主任
- 1985年 日本学士院赏受赏
- 1988年12月12日 日本学士院院士
- 2004年 获得日本瑞宝重光章
- 2006年 获得日本文化勋章
- 2008年5月22日 大阪大学内举行固体内核聚变公开实验
- 2009年 日本静冈县产业经济会馆举行的JCF9（第9回日本冷核聚变研究会）上，2008年的公开实验的重现实验论文发表